# Frederik De Swaef
Frederik De Swaef (Aalst, 11 mei 1984) is een Belgisch journalist en redacteur.

## Levensloop
De Swaef studeerde aan de UGent politieke wetenschappen, tijdens zijn studies schreef hij ook voor het studententijdschrift Schamper.
Na zijn studies begon hij in 2007 te werken bij de redactie van Story bij Sanoma Media. In 2008 verscheen zijn boek Betty for president (Academia Press) over bekende Vlamingen in de politiek.  In 2011 werd hij hoofdredacteur van de tijdschriften Story, Storywood, TV Compact en TeVe-Blad. Van 2012 tot 2015 leidde De Swaef ook de radiozender Story FM. Hij lanceerde ook de Story Awards waar de BV's van het jaar in de bloemetjes worden gezet. Sinds 2010 is hij ook lid van de Raad voor de Journalistiek, een onafhankelijke instelling voor de behandeling van vragen en klachten over de journalistieke beroepspraktijk. Hij was ook extern creatief adviseur van MNM, van januari 2008 tot januari 2010.
Op 18 mei 2015 werd De Swaef hoofdredacteur van de Vlaamse en Franstalige Flair. Sinds maart 2016 is hij daarnaast verantwoordelijk voor de Nederlandse versie van het tijdschrift. Onder leiding van De Swaef groeide Flair.be uit tot een site met meer dan 2 miljoen unieke bezoekers per maand. In 2016 verscheen zijn tweede boek Help, ik ben papa over wat een kersverse papa voelt, denkt en doet.
In 2018 verliet hij Flair en ging aan de slag als News City-hoofdredacteur regio bij De Persgroep - Medialaan. In deze functie leidt hij de regionale correspondenten in de 300 Vlaamse gemeenten. Zij leveren regionaal nieuws aan onder meer Het Laatste Nieuws en VTM Nieuws.
In 2020 werd hij hoofdredacteur van Gazet van Antwerpen. Die functie deelt hij met Kris Vanmarsenille, die van plan is eind 2021 als hoofdredacteur te stoppen.
Samen met Joachim Rummens en Steven Van Herreweghe richtte in zijn thuisstad Aalst de burgerbeweging over.morgen op die op lange termijn wil nadenken over de toekomst van de stad.